# Illa de Pedrosa

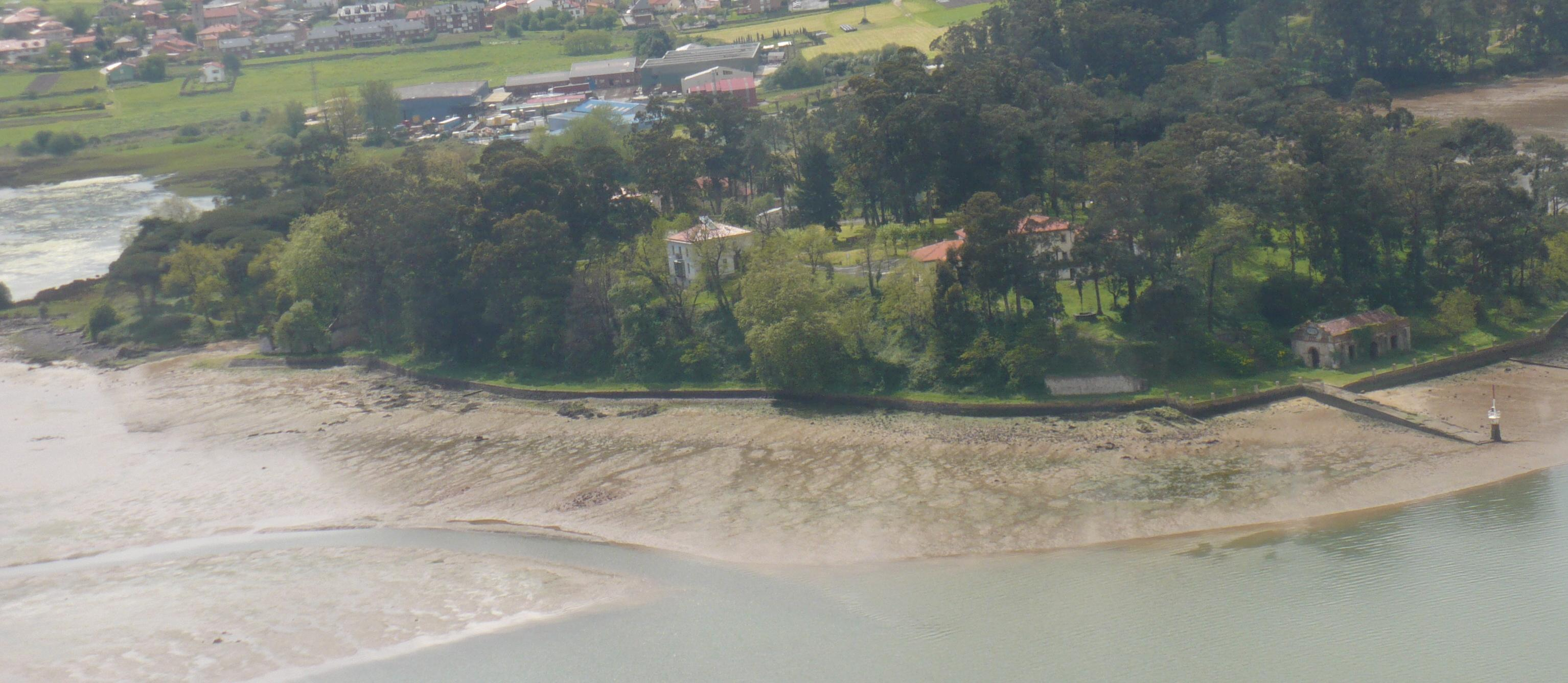
Illa de Pedrosa, en la badia de Santander (Cantàbria)

L'illa de Pedrosa, antigament coneguda com a isla de la Astilla ('illa de l'estella') o isla de la Salud ('illa de la salut'), és una illa espanyola i una de les majors illes càntabres.
Es troba al fons de la badia de Santander, enfront de la localitat de Pontejos. Té 1.613 hectàrees i actualment està unida a terra ferma per un pont construït el 1966. Tota ella és un jardí amb molts arbres, on es poden apreciar dues escultures: una dedicada a Manuel Martín de Salazar, director general de Sanitat de l'Estat espanyol, i una altra en memòria de Víctor Meana Negrete, un dels directors més influents del sanatori que es troba en l'illa.
Els antecedents del sanatori cal situar-los en l'any 1834, data en què es va sol·licitar l'establiment d'un llatzeret a l'illa de Pedrosa, al fons de la badia de Santander, per mantenir en quarantena a les tripulacions dels vaixells afectades per malalties tropicals. El llatzeret va començar a funcionar en 1869, però amb el temps es va transformar en Sanatori Marítim (1909) de caràcter nacional per al tractament de malalties òssies i tuberculosi, i va arribar a tenir 600 llits; al Sanatori de Pedrosa corresponien els malalts de les actuals províncies de Cantàbria, Astúries, Palència, Valladolid, Àvila, Segòvia, Madrid, Burgos, Sòria, La Rioja, Navarra, Àlaba, Guipúscoa i Biscaia. Posteriorment, en memòria d'un dels seus metges directors, se'l va anomenar «Sanatorio Víctor Meana». Va deixar de funcionar com a hospital el 1989. Avui en dia, diverses de les dependències illenques van ser convertides pel Govern càntabre en un centre de rehabilitació de drogodependents i per a altres usos.